# Витязево (аэропорт)
Международный аэропорт Анапа (Витязево) имени В. К. Коккинаки — (ИАТА: AAQ, ИКАО: URKA) аэропорт федерального значения. Расположен в 5 км северо-восточнее железнодорожной станции Анапа, в 4 км восточнее села Витязево, в 15 км на северо-запад от центра города Анапы.
Аэродром класса «В». Эксплуатант аэропорта: ПАО «Аэропорт Анапа»
Является аэродромом совместного базирования и помимо гражданской авиации, периодически используется авиацией Минобороны РФ.
Регулярно входит в Список наиболее загруженных аэропортов России. Протяжённость воздушной трассы от аэропорта до Москвы (в обход Украины) 1350 км, время в полёте 2 часа.
В марте 2016 года было начато строительство нового терминала, который впоследствии будет принимать все внутренние рейсы, а старый терминал, пройдя реконструкцию, будет принимать международные.. Основные строительные работы завершились в январе 2017 года. Торжественное открытие нового терминала состоялось 12 июля 2017 года.
Проект реализован на 11 месяцев раньше установленных сроков (предусматривалось 26 месяцев).
Площадь старого аэровокзального комплекса составляет 5 тысяч квадратных метров. Новый терминал занимает площадь 11,8 тысячи квадратных метров, его пропускная способность выше в 1,5 раза — 600 пассажиров в час. Сумма инвестиций (компания «Базэл Аэро») в проект составила около 1,4 миллиарда рублей.
Проект строительства нового терминала аэропорта Анапы вошел в программу поддержки инвестиционных проектов министерства экономического развития РФ и реализуется на собственные средства компании, а также заёмные средства Сбербанка.
24 февраля 2022 года работа аэропорта была приостановлена.

## История
1934 год. Начало полётов по расписанию в Анапу из аэропорта Краснодар (Пашковский).
1960 год. Аэродром Анапа начал регулярный прием и выпуск воздушных судов (Ан-2, Morava) по расписанию. До этого времени в Анапу выполнялись эпизодические полеты воздушных судов. Аэродром располагался в районе Высокого берега. Полёты выполнялись в Краснодар, Новороссийск, Геленджик и другие города побережья. Штат насчитывал менее 10 работников, оборудование РТОП составляла одна радиостанция.
1965 год. Было построено здание аэровокзала (ныне городская станция скорой помощи). Аэродром начал принимать Ан-24. География расширилась, стали возможны полёты без пересадки в Москву, Керчь, Донецк, Харьков, Сухуми. Из-за возросшего пассажиропотока, связанного с развитием курорта Анапа, в летние месяцы аэродром стал работать за городом, недалеко от поселка Витязево, на месте полевого аэродрома КЧФ. Что дало возможность выполнять полёты, более крупных ВС (Ан-10). На этом месте впоследствии и был построен аэропорт Витязево.
1969 год. Начато строительстве нового аэродрома недалеко от Витязево. По настоянию ВВС, он получил ВПП длиной 2500 м. О факте строительства было запрещено упоминать в СМИ ввиду базирования военной авиации.
Сентябрь 1970 года. Памятными часами награждён 100-тысячный пассажир.
15 апреля 1974 года. Выполнен первый регулярный пассажирский рейс в аэропорт Витязево. Его выполнил Ан-24РВ Краснодарского авиаотряда (СССР-46624), КВС Алексеев (фото на russianplanes.net Архивная копия от 13 июня 2013 на Wayback Machine).
11 мая 1974 года. Первый рейс Москва — Анапа — Москва. Этим рейсом на курорт прибыла группа военных атташе стран НАТО. Съездив на такси в город, и сфотографировав курорт с колеса обозрения, они этим же рейсом отправились обратно в Москву. Таким образом, они проконтролировали степень готовности ВПП, так как она была первой, имевшей такую длину в Северо-Кавказском управлении гражданской авиации (СКУ ГА). А всего в стране, в те годы, было всего около 12 аэродромов с подобными ВПП.
4 сентября 1974 года. Проездом в Новороссийск, в ещё недостроенном аэропорту, был Генеральный секретарь ЦК КПСС Л. И. Брежнев.
Июнь 1976 года. Торжественное открытие аэропорта Витязево. В новом аэровокзале ежедневно обслуживали около семидесяти рейсов, прибывающих из почти 50-ти городов страны.
9 сентября 1976 года. 13:51:05. В зоне ответственности Анапского УВД произошла авиационная катастрофа самолётов Ан-24РВ (СССР-46518) и Як-40 (СССР-87772). Ставшая личной трагедией Я. Г. Гапона, в то время начальника аэропорта Анапа. Одним из членов экипажа Як-40, был его сын.
Май 1977 года. Начало полетов Ту-154, ставшего на долгие годы основным типом ВС. Один из Ту-154 (СССР-85171 Архивная копия от 7 января 2012 на Wayback Machine), был на почтовой открытке. Где он сфотографирован на фоне анапского аэровокзала.
15 марта 1982 года. Потерпел катастрофу Ан-26, принадлежавший ВВС ЧФ, 917 осап (Кача). На борту самолета находились 6 членов экипажа и 2 пассажира, все погибли.
1 января 1988 года. Аэропорт Анапа выделяется из состава I Краснодарского объединённого авиаотряда и становится самостоятельным предприятием: отдельным аэропортом III класса в составе Северо-Кавказского управления гражданской авиации. С установкой СП-80М аэродром сертифицируются по минимуму I категории ИКАО.
1991 год. Выполнено 6 828 самолето-вылетов, отправлено 439,6 тыс.пассажиров. В летние дни выпускает до 52 рейсов. Аэропорт работает на пределе пропускной способности.
1993 год. Аэропорт Витязево получил статус международного. Первой иностранной авиакомпанией, которое открыло своё представительство, стала Austrian Airlines.
27 октября 1994 года. На базе выделившихся из состава аэропорта служб УВД и БРТОС начинает производственную деятельность филиал «Анапааэронавигация».
27 сентября 1996 года. Над аэропортом 297 парашютистов из 32 стран составили большую формацию, которая была занесена в книгу рекордов Гинесса. Во время этого мероприятия был установлен ещё одни рекорд, Ми-26 поднял на высоту 6,5 тыс. метров 224 парашютиста.
1998 год. Год наихудших показателей производственной деятельности. Интенсивность полетов и объёмы отправок из аэропорта падают в 2,5 раза. Это соответствует общей тенденции спада объёмов в гражданской авиации страны (в целом по стране происходит 4-х кратное падение объемных показателей).
2 июня 2001 года. Начало полётов авиакомпании Сибирь (S7 Airlines).
2004 год. ОАО «Аэропорт Анапа» было отмечено Главной Всероссийской Премией «Российский Национальный Олимп» за выдающийся вклад в историческое развитие России в номинации «Выдающиеся предприятия малого и среднего бизнеса».
2005 год. Введены в эксплуатацию системы обслуживания пассажиров SABRE, SITA, «Купол» позволяющие производить регистрацию пассажиров сквозным методом в любые страны мира, а также обслуживать пассажиров по электронным билетам.
5 августа 2006 года. Первый рейсовый Boeing. Им стал самолет VP-BTD авиакомпании S7 Airlines.
2008 год. Предприятию был вручён диплом главы Краснодарского края А. Н. Ткачева "Победитель краевого конкурса «Лидер экономики Кубани-2007» в отраслевой подгруппе «Авиационный транспорт». Аэропорту присвоен диплом главной профессиональной премии транспортного комплекса Кубани (Кубанский транспортный Олимп) в номинации «За высокую динамику развития и безопасность полётов».
11 января 2008 года. Первый рейсовый Airbus. Им стал VP-BHI Архивная копия от 22 июня 2012 на Wayback Machine авиакомпании S7 Airlines.
2010 год. В соответствии с федеральными целевыми программами «Развитие транспортной системы России (2010—2015 г.)» и «Модернизация транспортной системы России (2002—2010 г.)» была утверждена программа «Реконструкция аэродрома аэропорта Витязево города-курорта Анапа». Реконструкция должна пройти в 5 этапов, в течение 2010—2012 г.
20 января 2011 года. Аэродром закрыт, для реконструкции ВПП. Строительно-монтажные работы были проведены в период с 2 февраля по 25 мая, бетонные работы на ВПП с 8 марта по 30 апреля.
29 мая 2011 года. 12:15(МСК) Выполнен технический рейс авиакомпанией «Кубань» на воздушном судне Boeing 737-300 (VQ-BHD Архивная копия от 5 января 2013 на Wayback Machine) для проверки пригодности к эксплуатации объектов и систем реконструированной ВПП. Последующая реконструкция аэродрома продолжилась в условиях действующего аэропорта и должна завершиться в 2012 году.
9 июня 2011 года. 16:05(МСК) Первым лайнером, осуществившим регулярный рейс после реконструкции ВПП, стал Boeing 737-400 (VP-BAN Архивная копия от 17 марта 2010 на Wayback Machine) авиакомпании S7 Airlines, прибывший из Домодедово. На его борту было 125 пассажиров.
12 января 2012 года. Первый Sukhoi Superjet 100. Им стал самолет RA-89001 Архивная копия от 3 февраля 2012 на Wayback Machine (фото на russianplanes.net Архивная копия от 6 февраля 2012 на Wayback Machine) авиакомпании Аэрофлот.
24 сентября 2012 года. Началась эксплуатация нового перрона.
30 января 2014 года. Международный аэропорт Анапа стал частным. Государственный пакет (25,5 %) акций ОАО "Аэропорт «Анапа» был продан на аукционе ЗАО «Система» за 153,6 млн руб. при стартовой цене 69,6 млн руб
15 апреля 2014 года. Торжественно открыто новое здание аварийно-спасательной станции.
Июнь 2014 года. Открыто авиасообщение с Симферополем. Полеты выполняет авиакомпания Ак Барс Аэро.
25 декабря 2014 года. Аэропорт Анапа впервые в истории обслужил 1 млн пассажиров.
19 февраля 2015 года. Выручка эксплуатанта аэропорта ОАО «Аэропорт Анапа» по РСБУ в 2014 году по сравнению с 2013 годом выросла на 29 % — до 592,8 млн рублей, а прибыль компании от продаж увеличилась в 3,9 раза — до 104,2 млн рублей.
19 февраля 2015 года. Международный аэропорт Анапа удостоен звания лучшего регионального аэропорта России с пассажиропотоком до 2 миллионов человек в год.
1 марта 2016 года состоялась торжественная церемония закладки первого камня нового аэровокзального комплекса.
12 июля 2017 года состоялось торжественное открытие нового терминала.
10 июля 2020 года анонсировано создание железнодорожной ветки между вокзалом и аэропортом Анапы. Новая ветка будет представлять собой однопутную дорогу. Железнодорожная станция расположится в 300 метрах от аэропорта и должна заработать в 2023 году. «Создание нового железнодорожного подхода к воздушной гавани даст дополнительные возможности туристам и жителям краснодарской и новороссийской агломерации по использованию мультимодальных технологий — несколько видов транспорта при организации путешествий, а также недорогой транспорт для поездок по Краснодарскому краю», — отметил официальный представитель «Базэл Аэро». Также в рамках предстоящей реконструкции терминала аэропорта в курортном городе построят новую привокзальную площадь и прилегающие к ней автобусную станцию и стоянку для такси.
15 декабря 2020 года анонсировано что в 2021 начнутся работы по обновлению и ремонту основного терминала Анапы и превращения его в международный. Работы планируется закончить к летнему сезону 2022 года. Общая стоимость работ (включая государственную составляющую проекта) составит почти 1,5 млрд рублей.
20 апреля 2021 года компания «Российские железные дороги» (РЖД) приступила к строительству новой железнодорожной линии станция Анапа — Тамань Пассажирская — Анапа-Аэропорт. Протяженность линии составит около 5 км, стоимость строительства — 5-6 млрд руб. Изначально планировалось завершить строительство к декабрю 2022 года. Впоследствие достройка железной дороги была перенесена на 2024, а затем — и на 2025 год.
Из-за вторжения России на Украину с 03:45 24 февраля по настоящее время введён запрет на все полёты из аэропорта.

## Принимаемые типыВС
Аэродром Витязево 1-го класса способен принимать самолёты Ан-24, Ан-72, Ан-74, Ан-148, Ил-76, Ил-114, Ту-134, Ту-154, Ту-204, Ту-204С, Ту-214, Як-40, Як-42, СRJ-100, Фоккер-70 (72), Фоккер-100, ATR-42, ATR-72, Saab-2000, Saab-340B, Sukhoi Superjet 100, Airbus A319, Airbus A320, Airbus A321, Embraer-120, Embraer 195, Boeing-737-300, Boeing-737-400, Boeing-737-500, Boeing 737 Next Generation, Boeing 757-200, Boeing 767-300ER (с ограничениями по весу) и все более лёгкие, а также вертолёты всех типов. Максимальный взлётный вес воздушного судна 190 т. Светосигнальное оборудование — ОВИ-1. Категория посадки (метеоминимум) — 1 категория ICAO. Классификационное число ВПП — PCN 52/R/B/W/T. Терминалы (АВК) площадью 5000 м² и пропускной способностью 400 пассажиров в час (340 пассажиров в час на внутренних линиях и 60 пассажиров в час — на международных).

## Авиакомпании и направления
В аэропорту работают следующие авиакомпании:

## Транспортные коммуникации
От автовокзала курсирует маршрутное такси № 113 с интервалом около часа до автовокзала Анапы. Также летом организован автобусный маршрут Аэропорт — Анапа — Геленджик. В зимнее время маршрутное такси № 113 делает три рейса в сутки к самолету из Москвы и обратно.
По автодороге А-290 к аэропорту кроме Тамани тяготеет и Керченский полуостров Крыма.

## Реконструкция аэропорта
Из-за быстрорастущего пассажиропотока, урбанизации города и устаревшего оборудования, используемого в действующем терминале, в 2013 году было анонсировано начало проектирования нового терминала Международного аэропорта Анапа. Позже, компания «Базэл Аэро» разработала проект нового терминала и представила его макет на пресс-встрече. В марте 2016 года в Международном аэропорту Анапа состоялась торжественная церемония закладки первого камня нового терминала, на которой присутствовали министр транспорта России Максим Соколов, вице-губернатор Кубани Андрей Алексеенко, генеральный директор «Базэл Аэро» Леонид Сергеев, представители акционеров: компании «Базовый Элемент», Changi Airport International и Сбербанка России.
Изначально новый аэродромный комплекс планировали ввести в эксплуатацию в декабре 2016 года, но на тот момент строительные работы только подходили к концу. По состоянию на март 2017 года, в аэропорте проводятся работы по благоустройству территории, обустройству систем кондиционирования и безопасности.
Новый терминал будет использоваться для внутренних воздушных линий и его площадь составит 12000 м², а старый закроется на двухлетнюю реконструкцию в терминал международных авиалиний. Изначально, на макетах нового терминального комплекса можно было увидеть три телескопических трапа, один из которых смог бы принимать широкофюзеляжные воздушные судна. Но позже «Базэл Аэро» отказался от данной идеи. Соответственно, посадка и прибытие будут осуществляться через перронные автобусы. Зона выдачи багажа будет располагать тремя багажными лентами. Также, в новом двухэтажном аэродромном комплексе будет отведено довольно большое пространство для продажи товаров и услуг. Для улучшенного прибытия и стоянки самолетов, перрон, прилегающий к новому терминальному комплексу, будет реконструирован. Общая стоимость нового терминала варьируется в пределах 2,5 млрд рублей.
Неоднократно мэр Анапы Сергей Сергеев (ушёл в отставку в сентябре 2017 года) заявлял о необходимости строительства новой ВПП, либо удлинении действующей. Сейчас аэропорт не может принимать широкофюзеляжные борты с Дальнего Востока и Западной Сибири, что затрудняет отпуск и каникулы многим отдыхающим и детям. В 2011 году аэропорт уже закрывался на реконструкцию взлетно-посадочной полосы. В ходе данных ремонтных работ было заменено покрытие, был совершен ремонт рулёжных дорожек. Благодаря данным техническим работам аэропорт может принимать все узкофюзеляжные воздушные суда без ограничений.

## Статистика
| год            | 2005  | 2006   | 2007   | 2008   | 2009   | 2010   | 2011   | 2012   | 2013   | 2014   | 2015   | 2016   | 2017   |
| млн пассажиров | 0,504 | ▲0,539 | ▲0,617 | ▼0,576 | ▼0,511 | ▲0,577 | ▼0,523 | ▲0,587 | ▲0,740 | ▲1,012 | ▲1,180 | ▲1,418 | ▼1,364 |

| Пассажиропоток | Пассажиропоток   | Пассажиропоток | Пассажиропоток      | Пассажиропоток | Пассажиропоток | Пассажиропоток  | Грузопоток | Грузопоток | Самолето-вылеты | Самолето-вылеты |
| Год            | Внутренний, чел. | Изменение      | Международный, чел. | Изменение      | Всего, чел.    | Всего изменение | Тонн       | Изменение  | Количество      | Изменение       |
| -------------- | ---------------- | -------------- | ------------------- | -------------- | -------------- | --------------- | ---------- | ---------- | --------------- | --------------- |
| 2018           |                  |                |                     |                | 1 501 530      | ▲10 %           | 790        | ▲10 %      | 6 772           |                 |
| 2019           | 1 629 651        | ▲9 %           | 14 219              |                | 1 643 870      | ▲9 %            | 847        | ▲7 %       | 7 249           | ▲7 %            |
| 2020           | 1 811 835        | ▲11 %          | 1 512               | ▼89 %          | 1 813 347      | ▲10 %           | 1 208      | ▲43 %      | 7 446           | ▲3 %            |
| 2021           |                  |                |                     |                | 2 932 148      | ▲62 %           | 1 906      | ▲58 %      | 11 259          | ▲51 %           |